# Ad suburbicarias dioeceses
Ad suburbicarias dioeceses war ein Motu proprio von Papst Johannes XXIII. Es wurde am 10. März 1961 veröffentlicht.
Hierin legte der Papst fest, dass er und seine Nachfolger in Zukunft die Inhaber der suburbikarischen Bistümer und somit die Kardinalbischöfe frei ernennen werden. Zuvor konnten Kardinäle, die in Rom residierten und nach dem Kreierungsdatum am längsten Kardinal waren, nach CIC 236 3 (1917) auf einen Kardinalbischofssitz optieren. Er kündigte noch eine weitere Änderung in der Rechtsstellung der suburbikarischen Bistümer an, die am 11. April 1962 mit Suburbicariis sedibus erfolgte.
Johannes XXIII. begründete die Änderung mit dem Wachstum der Bevölkerungen in den suburbikarischen Bistümern, die eine effektivere Seelsorge notwendig mache. Die Bischöfe sollten aufgrund ihres Lebensalters, ihrer Gesundheit und ihrer kurialen Aufgaben für die Leitung einer Diözese geeignet sein und ein allzu häufiger Wechsel sollte verhindert werden. Gleichzeitig ernannte Johannes XXIII. den erst am 16. Januar 1961 zum Kardinal erhobenen Erzbischof Giuseppe Ferretto zum Kardinalbischof von Sabina e Poggio Mirteto.
Bereits Pius X. hatte bereits das Optionsrecht eingeschränkt. Er legte fest, dass die Kardinalbischöfe nicht mehr ihre Bistümer wechseln sollten. Zuvor hatte sich zwischen den suburbikarischen Bistümern eine Rangfolge ergeben und sobald sich eine Vakanz ergab, rückten alle in der Rangfolge dahinterliegenden Kardinäle auf. Als ranghöchstes Bistum galt Ostia-Velletri, das der Kardinaldekan innehatte. Der Papst teilte dieses am 5. Mai 1914 in ein Bistum Ostia, welches heute aus vier Pfarreien besteht und das der Kardinaldekan seitdem zusätzlich zu seinem bisherigen Bistum führt, und das Bistum Velletri. Außerdem stellte er den Kardinalbischöfen Suffragane, Bischöfe die sie bei der Leitung ihrer Diözesen unterstützen, zur Seite. Diese Änderung nahm aber Papst Benedikt XV. zurück.
| Suburbikarisches Bistum | Amtsinhaber              | Alter bei Ernennung zum Kardinalbischof | Amtszeit  | Nachfolger als Kardinalbischof | Alter bei Ernennung zum Kardinalbischof | Amtszeit  |
| ----------------------- | ------------------------ | --------------------------------------- | --------- | ------------------------------ | --------------------------------------- | --------- |
| Albano                  | Giuseppe Pizzardo        | 70                                      | 1948–1970 | Krikor Bedros XV. Agagianian   | 75                                      | 1970–1971 |
| Ostia                   | Eugène Tisserant         | 66                                      | 1951–1972 | Amleto Giovanni Cicognani      | 89                                      | 1972–1973 |
| Porto e Santa Rufina    | Eugène Tisserant         | 82                                      | 1946–1972 | Paolo Marella                  | 77                                      | 1972–1984 |
| Palestrina              | Benedetto Aloisi Masella | 68                                      | 1948–1970 | Carlo Confalonieri             | 78                                      | 1972–1986 |
| Sabina e Poggio Mirteto | Marcello Mimmi           | 75                                      | 1958–1961 | Giuseppe Ferretto              | 62                                      | 1961–1973 |
| Frascati                | Gaetano Cicognani        | 78                                      | 1959–1962 | Amleto Giovanni Cicognani      | 79                                      | 1962–1973 |
| Velletri                | Clemente Micara          | 66                                      | 1946–1965 | Fernando Cento                 | 81                                      | 1965–1973 |